# Jean Aslanidès
Jean Aslanidès, également connu sous le pseudonyme d'Asla, né le 8 juin 1918 à Annecy et mort le 2 avril 2015 à Saint-Priest est un artiste autodidacte dinandier français, actif à Lyon.
Méconnu du grand public, il a été éclipsé sous la figure de Claudius Linossier, autre dinandier de la ville. Formé à la galvanoplastie, il s'adonne plus tard à l'orfèvrerie avant d'avoir une révélation qui l'engage dans la dinanderie. Il cherche à rétablir le procédé manuel de la dinanderie qui avait tendance à se mécaniser et développe de nouveaux modes de décorations issus de ses expériences en électrolyse qu'il dépose sous forme de brevet. Une de ses productions artistiques se trouve aujourd'hui conservée au musée des Beaux-Arts de Lyon.   

## Biographie

### Enfance
Jean Aslanidès naît en Savoie à Annecy dont est originaire sa mère. Son père, chef cuisinier, est d'origine grecque et meurt en 1926.  

### Études et formation
Seule avec son fils et ses deux filles, sa mère le place à l'internat du collège du petit séminaire de La Roche-sur-Foron où il fait ses études secondaires. Il doit les interrompre en troisième car sa mère n'a pas les moyens de lui offrir des études supérieures. Il travaille alors à l'usine de Cluses, second centre d'horlogerie de France, jusqu'en 1938. Jean Aslanidès suit une formation de galvanoplastie et acquiert un savoir-faire en cuivrage, en nickelage, en chromage, en dorure et en argenture. Spécialisée en pièces de précision d’horlogerie, de marine ou d’aviation, la formation de Cluses lui offre la précision et le doigté essentiel à la réalisation future de ses œuvres d’art en dinanderie. Jean Aslanidès est un jeune homme curieux qui est toujours en soif d'apprendre, et se spécialise par goût en dorure et argenture. Il peut s'adonner au métier de doreur-argenteur en orfèvrerie et en bijouterie. En 1938, il quitte sa formation afin de réaliser son service militaire obligatoire.  

### Captivité en Silésie: 1940-1945

#### Prisonnier de guerre
Jean Aslanidès en est à son 11e mois de service militaire lorsque la Seconde Guerre mondiale éclate en 1939. Il est alors enrôlé dans le 158e régiment d'infanterie de Strasbourg en tant que mitrailleur. Son statut de clairon-trompette lui offre d'être également agent de transmission. Il est très vite fait prisonnier en Belgique en 1940 et est envoyé en Silésie en mai 1940. Il restera en captivité pendant cinq ans.

#### Recherches en captivité
Entre mai 1940 et mai 1945, Jean Aslanidès réussit à étudier pendant sa captivité. Il fait ses recherches le soir, après ses corvées quotidiennes, grâce à des livres qu’il parvient à se faire envoyer à propos de l'électrolyse et ses applications. Grâce à ses recherches, il arrive à supporter le travail et la captivité. Il aboutit à de nombreuses réflexions et expériences qu’il projette de tester à son retour en France, notamment sur la transformation des sels en métal. Il recherche la manière de créer des colorations spéciales sur métal et invente des formules chimiques issues de l'électrolyse. Il reçoit à son retour la croix de guerre du combattant et du prisonnier.

### Carrière à Lyon

#### Doreur-argenteur aux Établissements Catheland
À la fin de la guerre en 1945, Jean Aslanidès est libéré et rentre en France. Il va alors reprendre sa carrière dès 1946 à Lyon en tant que doreur-argenteur à la Maison Maison Catheland. Il n'arrive pas à vivre de ce métier peu lucratif et il décide de rentrer à l'usine Berliet en avril 1952. Il exerce dans un premier temps en tant que polisseur puis obtient la promotion de chef d'équipe manutention. Il travaille à l'usine jusqu'en 1955. Des revenus plus importants lui permettent de subvenir aux besoins de sa famille, mais surtout de s'adonner à son art. Jean Aslanidès a fait son choix, il veut être artisan d'art. Dès lors, il travaille le métal toutes les nuits et tous les dimanches pour mener à bien ses expérimentations. 

#### Enseignant en galvanoplastie à la Chambre des métiers de Lyon
En parallèle de son métier aux usines Berliet, Jean Aslanidès donne des cours du soir à la chambre des métiers de Lyon. Il est nommé dès 1946 professeur de galvanoplastie par la région lyonnaise. Cette nouvelle charge ne l'empêche pas de consacrer tous ses loisirs et ses heures libres à expérimenter des nouvelles réactions chimiques pour parfaire son art.

#### Artiste dinandier
Deux ans seulement après avoir commencé à expérimenter les recherches qu'il envisageait en Silésie, Jean Aslanidès s'installe en 1947 à Saint-Just en tant qu'artisan d'art. Commence alors son œuvre d'artiste dinandier qu'il continue de pratiquer durant son temps libre. Il devient officiellement artisan membre de la Chambre des métiers de Lyon. Ouvrir son atelier contribue à installer sa renommée à Lyon et lui offre de pouvoir vendre ses réalisations. C'est grâce à cela qu'il commence à participer à des expositions dès 1950. Il se consacre entièrement à ce nouveau métier en 1955 lorsqu'il quitte les usines Berliet, car il réussit à vivre de son art. Il devient professionnel libéral en 1958.

## Dinanderie
La dinanderie est un savoir-faire devenu rare, comptant moins d'une dizaine de professionnels en France, qui remonte au XIIe siècle, issu de la ville de Dinant connue pour ses cuivres. Il s'agit de réaliser des ustensiles de cuisine et de vaisselle en cuivre jaune, cependant on se rend vite compte que c'est un matériau cher et lourd qui peut être remplacé. De nos jours, les pièces de dinanderie sont assimilées à des objets d'art, de collections qui n'ont plus leur fonction première utilitaire. La dinanderie est une technique relativement connue à Lyon sous la figure de Claudius Linossier, artisan d'art au XXe siècle. Jean Aslanidès, qui à ses débuts n'a connu ni l'œuvre ni la personne de Claudius Linossier, est souvent considéré comme un suiveur et discrédité pour cela à Lyon. Certains considèrent son talent, mais ne peuvent s'empêcher de l'assimiler à Claudius Linossier. C'est le cas de Francisque Collomb, maire de la Ville de Lyon, qui parle de lui ainsi : « De la ville de Linossier on est heureux de voir un successeur à cet artiste si réputé et apprécié dans la ville de Lyon et ailleurs. […] Aslanidès digne successeur du grand artiste Claudius Linossier (comme chacun le sait, Linossier n'a pas fait d'élève) ». Or il n’en est rien et s’il découvre son travail par la suite, c’est en créateur autodidacte qu’il s’adonne à la dinanderie. Jean Aslanidès a beaucoup de mal à se faire une place à Lyon face à la figure de Claudius Linossier, et, pour avoir un avis constructif sur son œuvre, il expose ses œuvres à Paris. C’est lors de son exposition au Grand Palais en 1952 qu’il reçoit une confirmation de son talent en dinanderie.  

### Idéologie: à la découverte de la dinanderie
Alors qu’il dore des pièces martelées, Jean Aslanidès observe que le travail de ces pièces est trop parfait pour avoir été réalisé entièrement à la main. Il découvre que les pièces de « fausse » dinanderie comme il aime à les appeler, sont lissées et repoussées à la machine et non pas uniquement au marteau. Cette observation détermine Jean Aslanidès à réaliser des pièces lui-même qui sont selon ses propres termes : « vraiment fait  la main UNIQUEMENT au marteau ». Pour l’artiste, la dinanderie est une forme de chaudronnerie fine pour laquelle on utilise des marteaux, des tas, des bigornes, des enclumettes et aucune machine. Il s’agit d’un art de débosseler le cuivre pour atteindre une forme harmonieuse au plus proche d’un lissage parfait sans néanmoins supprimer l’imperfection de la main humaine. « L’esprit et les mains de l’homme, c’est une merveille », dit-il. Dès lors, Jean Aslanidès se forme en autodidacte à la dinanderie. Il va faire de nombreux essais, tenter à force de patience de donner une forme à une plaque de cuivre parfaitement plane au départ. Progressivement, il arrive à obtenir des coupes, puis à modeler toutes les formes qu'il souhaite réaliser. À cet art, il ajoute ses expériences en recherche de couleur et parvient à obtenir de véritable œuvres d'art, toutes uniques et réalisées entièrement au marteau sans aide mécanique. En moderne alchimiste, il passe d'une forme de chaudronnerie décorée par l'action du feu à un art réfléchi et travaillé par l'action des acides.  

### Formation d'une pièce de dinanderie par Aslanidès
Jean Aslanidès utilise une pièce en cuivre ou en laiton qu'il façonne uniquement au marteau. Il réalise une marque circulaire qui correspond au fond du vase puis, avec la partie pointue du marteau, il frappe afin de déformer le métal. Il obtient une forme conique toute bosselée. Il réchauffe ensuite le métal au chalumeau et continue à marteler pour atteindre la forme du vase souhaité, répétant l'opération tant qu'il n'obtient pas ce qu'il cherche. Pour refroidir la pièce après cette étape, il la plonge dans de l'eau, ce qui permet de rendre le métal moins dur et de la travailler au maillet et essayer de retirer les bosses. Pour fermer le vase, il travaille sur une barre de bois qui va permettre d'étirer le métal et ainsi de pouvoir maîtriser l'allongement du col du vase ou au contraire, de restreindre celui-ci. Pour réaliser la cambrure du col du vase, Jean Aslanidès utilise un outil nommé rosingue pour repousser le bord du vase vers l'intérieur.

### Brevet et inventions
À son retour en France en 1945, Jean Aslanidès va réaliser les expériences auxquelles il a pensé lors de sa captivité. Il travaille sur les réactions chimiques et sur les dépôts d’électrolyse. Il cherche la manière de réaliser des verts antiques en colorant le métal à l’aide de fer et d’acide, celle de réaliser des patines au feu. Une fois ces verts antiques réalisés, il cherche des tons plus riches en expérimentant de nouvelles réactions chimiques. Il travaille aussi sur les motifs en essayant de combler des entailles avec différents métaux par le biais de l’électrolyse, et invente alors l'art de fileter le métal pour l'incruster d'or et d'argent. Le 9 mai 1951, il fait une demande de brevet d'invention sur ses procédés de décoration d'objets métalliques patinés. Ce brevet lui est délivré le 29 avril 1953 pour ses travaux de recherches en décoration par électrolyse, qui révolutionne la méthode alors utilisée de coloration par patine au feu.

### Réalisation de son art
Jean Aslanidès choisi d'exercer la dinanderie d'art par passion et par expérimentations artistiques grâce aux procédés qu'il invente. Il frappe au marteau des plaques de cuivre de 12/10 ou de 15/10 pour obtenir la forme souhaitée. Chaque pièce qu’il réalise est unique et issue de son imagination. Dans les thèmes et le style, on retrouve une influence grecque antique, mythologique, qui est une expression de l’histoire de l’artiste né d’un père hellène. C'est un artiste très fier de ses origines grecques dans la mesure où la Grèce est le berceau d'une des plus grandes civilisations qui s'est illustrée en production artistique. Néanmoins, il ne connaît la Grèce qu'à travers un enseignement français, il ne parle pas grec et ne quittera jamais la France. « Souple comme un athénien. Volonté tenace comme un spartiate », écrit-il, son style s'inspirant de l’Antiquité tout en étant moderne. Il réalise des coupes, des vases, des plateaux, des lampes et des tableaux souvent décorés. Ces décors sont obtenus grâce à des procédés personnels qu’il a fait breveter. Il utilise par exemple des patines au feu, des incrustations de métal, d’argent et d’or, il arrive à faire des verts antiques grâce à ses recherches en réactions chimiques. « Vous avez des audaces qu’un professionnel n’aurait pas, parce que vous n’avez pas appris d’une façon professionnelle, vous êtes vous-même » estime l'orfèvre Henri Jacob. Jean Aslanidès pratique cet artisanat d'art par passion profonde, il fournit un travail acharné poussé par une force créatrice au-dessus de toute autre chose. Il s'illustre dans la décoration du cuivre par le feu, par la fusion, par le traitement galvanique et par le traitement chimique de ses pièces.  

#### Expositions
Jean Aslanidès expose ses œuvres lors de plusieurs expositions à Lyon, Rennes, Paris et à l’international, à Florence, Munich, Cologne et Athènes.
La première exposition de Jean Aslanidès a lieu en 1950, organisée par l'École des beaux-arts de Lyon au quai de Bondy. La deuxième est organisée par le musée des Beaux-Arts de Rouen au Grand Palais à Paris. 
En 1963, il expose des œuvres à la Foire Internationale de Munich avec la Chambre des métiers du Rhône puis à Florence en Italie. 
En 1965, il expose à Cologne avec la Chambre des métiers du Rhône ainsi qu’à la Société lyonnaise des inventeurs et artistes industriels.  
Le 3 mars 1972, il propose à Lyon une exposition « Dinanderie » où il invite Louis Pradel, maire de la ville, et le consul de Grèce qui lui proposera d'exposer à Athènes.
Le 1er mai 1977, il expose au Grand Palais à Paris avec la Chambre des métiers d'art du Rhône. 

#### Récompenses et distinctions
Depuis 1951, Jean Aslanidès est membre sociétaire de la Société des artistes français. En 1952, il est récompensé de la médaille d’or hors-concours du meilleur ouvrier de France sur le plan départemental du Rhône pour son travail. Il reçoit la même année la médaille d'or des inventeurs lyonnais ainsi que la médaille d'argent du Concours Lépine. Il obtient la médaille de bronze de la Société des artistes français en 1953. Il est diplômé mention honorable de la Société lyonnaise des beaux-arts ainsi que diplômé d'honneur de tourisme et travail de la Société des artistes français en 1955. Il est diplômé d'honneur aux expositions nationales artisanales de Rennes, de Lyon, de Paris, de Florence, de Munich et de Cologne. En mars 1981, il est diplômé de la médaille vermeil no 21921 de la commission supérieure des récompenses de la Société académique Arts-Sciences-Lettres. Jean Aslanidès est aussi adhérent au Syndicat des industries des revêtements électrolytiques et des protections et décorations des métaux.
Il est distingué par de nombreux titres :  
- chevalier de l'ordre Belgo-Hispanique ;
- chevalier médaille vermeil des Arts, Sciences et Lettres ;
- officier de l'ordre Saint-Jean-Baptiste d'Amérique ;
- chevalier magistral de l'ordre Pro Patria ;
- croix de guerre du combattant du prisonnier ;
- médaille d'argent au Concours Lépine ;
- médaille d'or aux Inventeurs lyonnais ;
- médaille d'or hors-concours aux meilleurs ouvriers de France.

## Œuvres
- Lyon :
  - musée des Beaux-Arts : Vase décoré d'or sur fond noir. Le 3 mars 1972, Jean Aslanidès convie Louis Pradel, alors maire de la Ville de Lyon, au vernissage de son exposition de dinanderie. Empêché, celui-ci y envoie Proton de la Chapelle, son adjoint délégué aux Beaux-Arts. Devant l’intérêt de la mairie, Jean Aslanidès retient deux œuvres pour un don au musée : un plateau intitulé L'Homme au coq et un Vase décoré d'or sur fond noir. Proton de la Chapelle choisit ce dernier pour le musée. Ce vase ovoïde martelé en cuivre mesure 23,5 cm de haut et a un diamètre intérieur de 10 cm. Une incrustation de fer doré permet l'apparition du motif floral sur la patine noire du vase. D’inspiration hellène, trois fleurs sont représentées, séparées par des arabesques. Représentatif de l’idéologie créatrice de l’artiste, ce vase est réalisé uniquement au marteau, dont les coups apparaissent sur la surface. La signature de l’artiste est inscrite dans le fond du vase où sont apparentes les quatre premières lettres de son nom : « ASLA ».
  - Sacré-Cœur de La Croix-Rousse : Chandelier vert antique.
- Rillieux-la-Pape, couvent du Saint-Nom-de-Jésus : Tabernacle avec ictus incrusté d'argent.
- Saint-Bonnet-de-Mure, Visitandines : Lampe de sanctuaire en bronze avec coupe de cuivre, incrustée d'argent et collerettes de cuivre doré.